# Alejandro Salas
Pour les articles homonymes, voir Salas.
Alejandro Salas, né à Lima le 2 mai 1977, est un avocat et homme politique péruvien. Il est ministre de la Culture depuis le 1er février 2022.

## Biographie
Alejandro Salas est né à Lima. Il est titulaire d'une maîtrise en droit constitutionnel à l'Université nationale Federico Villarreal (en), et d'une maîtrise en gestion publique avec mention Défense nationale Centre d'études nationales supérieures (es) (CAEN).
Il est avocat de l'Université nationale Federico Villarreal (en) et a étudié une spécialisation en marché publics à l'Université du Pacifique (es) et en gestion municipale à l'Université ESAN (en).

## Parcours politique
Entre 2015 et 2018, il est conseiller du district de Pueblo Libre (en) pour le parti Nous sommes le Pérou. Lors des élections municipales de 2018, il se présente en tant que candidat à la mairie de ce même district pour Nous sommes le Pérou.
Lors des élections législatives de 2020 et les élections générales de 2021, il est candidat au Congrès de la République pour Nous sommes le Pérou mais n'est pas élu.
Le 1er février 2022, il est nommé ministre de la Culture du troisième gouvernement de Pedro Castillo. Il est mis en retrait de son parti Nous sommes le Pérou, lequel l'annonce sur le compte Twitter. Il est reconduit dans ses fonctions au sein du quatrième gouvernement.
Le 1er août 2022, le Comité exécutif du parti Nous sommes le Pérou le pousse à remettre sa démission, l'accusant d'avoir défendu le président Pedro Castillo de manière partiale, il la remet le jour même, exprimant sa gratitude envers son parti et la présidente.